# Diecezja św. Klemensa w Saratowie
Diecezja św. Klemensa w Saratowie łac. Dioecesis Saratoviensis Sancti Clementis; ros. Епархия Святого Климента в Саратове – diecezja Kościoła rzymskokatolickiego w Rosji. 

## Historia
13 kwietnia 1991 bullą papieską Providi quae Decessores z terytorium wydzielonego z diecezji tyraspolskiej i archidiecezji mohylewskiej powstała administratura apostolska Europejskiej Części Rosji, której pierwszym administratorem apostolskim został Tadeusz Kondrusiewicz. 
W 1999 nastąpił podział administratury na część północną – ze stolicą w Moskwie oraz część południową – ze stolicą w Saratowie. Ordynariuszem Administratury Południowej został mianowany niemiecki misjonarz ks. Clemens Pickel.
11 lutego 2002 Jan Paweł II bullą papieską Meridionalem Russiae Europaeae podniósł administraturę do rangi diecezji nadając jej nazwę diecezja Świętego Klemensa w Saratowie. Jednocześnie została zlikwidowana diecezja tyraspolska.

## Ordynariusze
- bp Clemens Pickel – (2002–nadal)

## Dekanaty
- astrachański
- baszkirsko-orenbursko-tatarstański
- krasnodarski
- północnokaukaski
- rostowski
- środkowopowołżański[1]